# Amomum koenigii
Amomum koenigii är en enhjärtbladig växtart som beskrevs av Johann Friedrich Gmelin. Amomum koenigii ingår i släktet Amomum och familjen Zingiberaceae. IUCN kategoriserar arten globalt som livskraftig. Inga underarter finns listade i Catalogue of Life.